# 조상준
조상준(趙相俊, 1999년 7월 11일~)은 대한민국의 축구 선수로, 포지션은 공격수이다. 현재 K리그2 서울 이랜드 FC에서 뛰고 있다.

## 어린 시절
대학 시절 2019 전국체전 대학부 우승과 함께 한국대학축구연맹 우수선수상을 수상했다.

## 구단 경력
2021 시즌을 앞두고 수원 FC에 입단하면서 프로 커리어를 시작했다.
2022 시즌을 앞두고 성남 FC에 입단했다.
2025 시즌을 앞두고 서울 이랜드 FC에 입단했다.